# Ovidio (serie televisiva)
Ovidio è stata una sitcom italiana prodotta nel 1989 e trasmessa su Canale 5. 
A distanza di quasi 30 anni, la sitcom viene riproposta su Mediaset Extra, nella fascia del primo mattino.

## Trama
Dopo il successo di Orazio, Maurizio Costanzo torna nelle vesti di attore interpretando Ovidio, che - trasferitosi a Monaco di Baviera - ha aperto un'enoteca e si è sposato con Gertrud (Ingrid Schoeller), cantante lirica mancata, con la quale ha avuto tre figlie (Monica Scattini, Sabina Guzzanti e Claudia Pittelli): nella serie gravitavano altri personaggi, come il fratello (Alex Partexano) e la sorella (Angiolina Quinterno) di Gertrud e tre cani bassotti.
Il programma fu trasmesso per una sola stagione nel pomeriggio domenicale di Canale 5.

## Episodi
| Stagione       | Episodi | Prima TV    |
| -------------- | ------- | ----------- |
| Prima stagione | 35      | 1989 - 1990 |